# Derambila colorata
Derambila colorata är en fjärilsart som beskrevs av W. Warren 1896. Derambila colorata ingår i släktet Derambila och familjen mätare. Inga underarter finns listade i Catalogue of Life.